# Cataulacus catuvolcus
Cataulacus catuvolcus é uma espécie de formiga do gênero Cataulacus, pertencente à subfamília Myrmicinae.